# 살인의 해부
《살인의 해부》(영어: Anatomy of a Murder)는 1959년 개봉한 미국의 범죄, 법률 드라마 영화이다. 오토 프레민저가 감독을 맡았으며, 로버트 트레버의 동명 소설이 영화의 원작이다. 2012년 미국 국립영화등기부에 등재되었다.
2012년 이 영화는 미국 의회도서관에 의해 문화적으로, 역사적으로, 미적으로 중요성을 인정받아 미국 국립영화등기부에 선정, 보존되었다.

## 출연

### 주연
- 제임스 스튜어트
- 리 레믹

### 조연
- 벤 가자라
- 아서 오코넬
- 이브 아덴
- 캐서린 그랜트
- 조지 C. 스콧
- 오슨 빈

## 기타
- 원작자: 로버트 트라버
- 미술: 보리스 레벤